# Zucchetti Kos Tennis Cup 2005
Lo Zucchetti Kos Tennis Cup 2005 è stato un torneo di tennis facente parte della categoria ATP Challenger Series nell'ambito dell'ATP Challenger Series 2005. Il torneo si è giocato a Cordenons in Italia dal 15 agosto 2005 su campi in terra rossa.

## Vincitori

### Singolare
Carlos Berlocq ha battuto in finale  Jérôme Haehnel con il punteggio di 7–6(5), 6–4

### Doppio
Il torneo di doppio è terminato prima della finale